# 過度捕魚

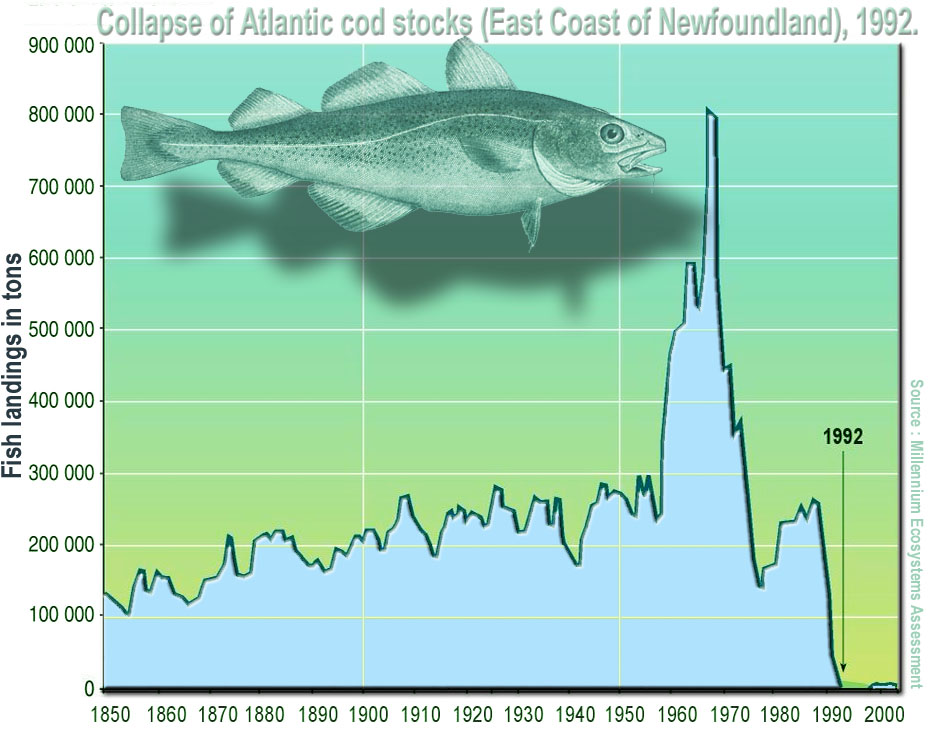
1850年代後，紐芬蘭東岸的大西洋鱈在先進的捕魚技術下產量屢達高峰，然而在1992年整個族群突然完全崩潰。

全球來自野生捕撈（藍）和水產養殖（綠）的水產總量變遷，數字以百萬噸計

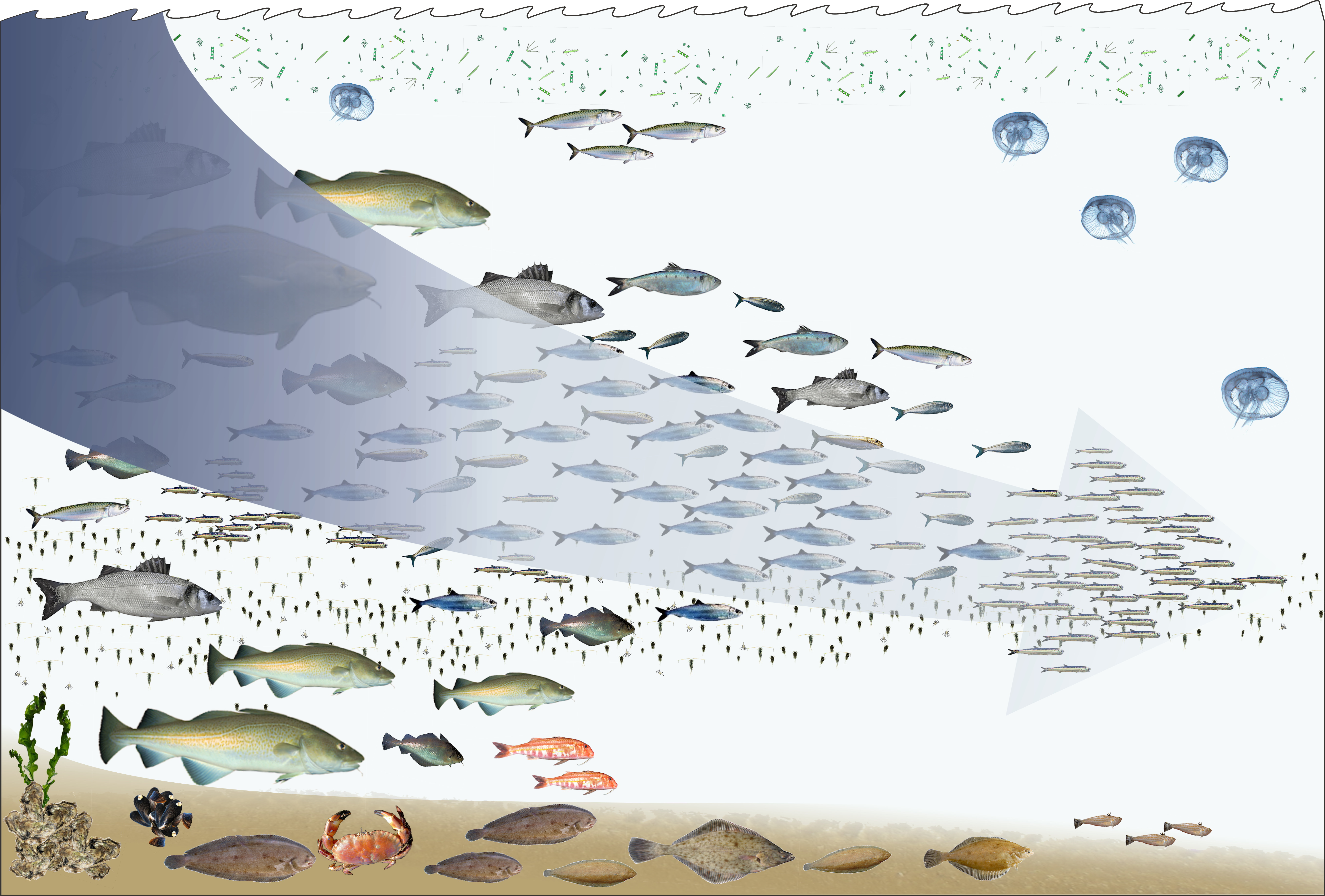
随着食物链上端的大鱼被消耗殆尽，渔业的捕获也开始趋向食物网底层物种——即所谓的“降级捕捞”（fishing down the food web）

過度捕魚（overfishing）又稱過度捕撈、過漁，指捕魚產業对魚類資源的索取超过其自然繁衍恢复的能力，因而将鱼群数量降低到可维持种群稳定的程度以下，使得整个运作模式失去了可持续性。过度捕鱼可以發生在魚塘、河流、湖泊到海洋之間的任何大小的水体内。
中国在先秦时期就有“不涸泽而渔，不焚林而猎”的说法，在秦汉时期更是有“竭泽而渔，岂不获得？而来年无鱼”的警句。如捕魚不加节制，最終会導致資源耗損，從而造成漁業補貼加劇、生物生長速度降低和嚴重的生物密度下降。在进入20世纪以后，工业化的商业捕鱼和更高效的捕鱼手段对经济鱼类的過度捕杀——特別是對顶级掠食者（比如鯊魚）和一些基石物种（比如鲑鱼和鹦嘴鱼）——已經擾亂整個海洋生態系統，甚至影响到了一些陆地生态系统。
據估計，2013年有31.4%的水產種群遭到過度捕撈，2015年有33.1%的海洋魚類種群遭到過度捕撈:6，2017年增至34.2%。

## 类别
从生态学的角度，公认的过度捕捞类别有三种：

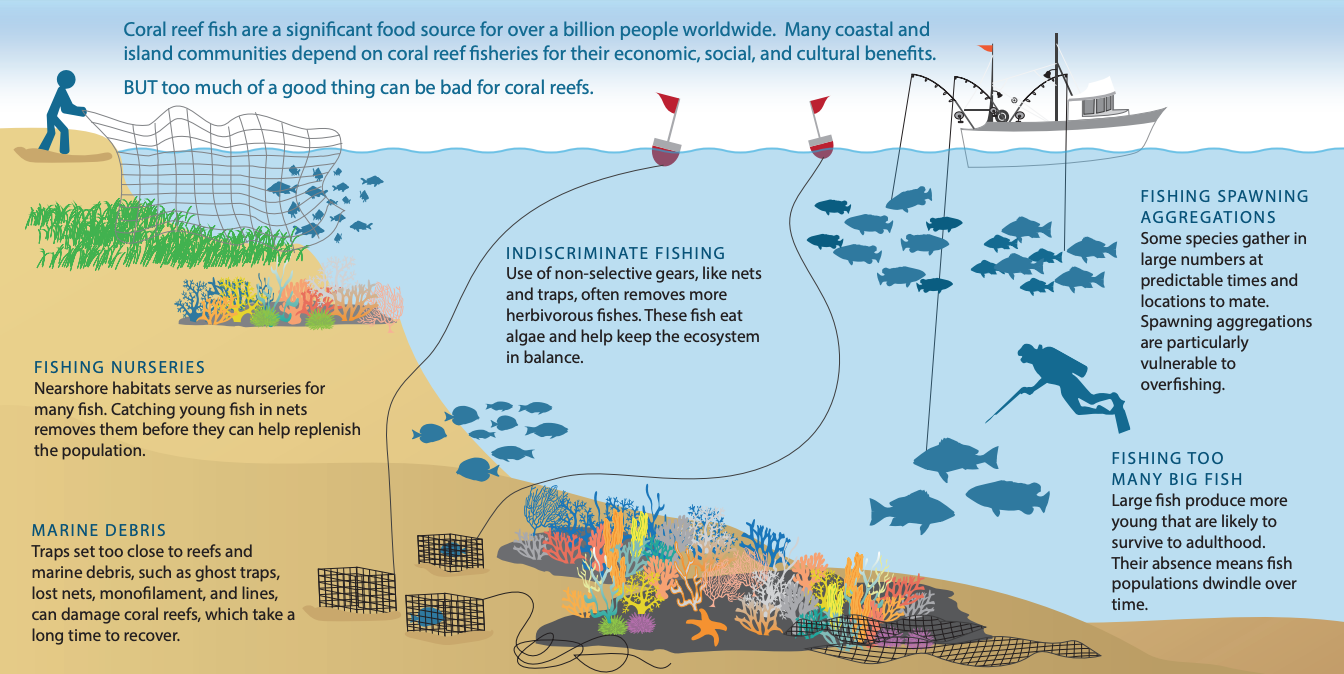
过度捕捞可以消耗关键的珊瑚礁鱼群并破坏其栖息环境

- 幼鱼滥捕（growth overfishing）：指捕捞尚未完全长成的幼鱼或刚刚性成熟但体型尚小的成鱼，使得没有足够的鱼能够存活到成年并在繁殖期生产足够数量的后代。而且因为每条个体鱼的重量均低于整体平均值，即使同样的捕获重量也会消耗掉更多的鱼体数量。管理这种过捕的应对方式是限定捕获的最低个体尺寸和重量，并尽可能无伤害的放流低于标准的鱼[7][8][9]，此外还可以用增殖放流的方式人工补充幼鱼数量。

- 成鱼滥捕（recruitment overfishing）：指捕捞太多有繁殖能力的成年鱼，以至于没有足够存活的鱼能成功交配产卵让下一轮生命周期补充失去的种群数量[8]。管理这种过捕的应对方式是设定禁渔期（特别是在鱼类的繁殖期），并且调低每次捕获的允许配额。

- 生态滥捕（ecosystem overfishing）：指因为捕捞导致当地水域的生态系统的状态和平衡发生了明显改变。这通常是因为捕捞活动会直接移除并减少一些物种（比如大型掠食鱼类）的数量，会导致其食物链下方的中小型鱼群因为竞争压力的改变而数量增加，甚至导致一些原本没能力占据生态位的物种趁虚而入获得永久性的竞争优势。而中层捕食者的数量增加可能会导致食物网底层的滤食性动物数量减少，如果恰好碰上富营养化就会因为浮游藻滋生不受限制因而引发水华让整个生态系统受灾。而一些鱼种（比如鲱鱼、鲭鱼和鲑鱼）属于牵扯多个生态系的基石物种，其数量的减少可以连带影响到许多其它物种（甚至海鸟和陆生动物）的生存。此外，许多渔船使用的拖网经常意外捕捞到许多其它的水生生物，会不经意造成一些种群的数量减少，并可能污染甚至物理破坏水底的栖息环境。管理这种过捕需要严格的捕捞监管，特别是对渔具种类和规格要有严管，特别要杜绝电鱼、炸鱼、毒鱼等有无差别破坏性的捕鱼方式。

魚群自然恢復的速度取決於該生態系統的條件是否適合魚類生長，以及与其它物种的竞争势态。突然地改變某區域的物種組成可能導致能量平衡變化從而造成一些原本不占优势的物種趁虚而入取代原有物種的生态位（生態系統變遷）。例如，倘若將所有鱒魚取走，鯉魚將會取代鱒魚占据生态系中的资源配比，這時再想恢復鱒魚的種群幾乎是不可能的。

## 過捕情況及有關研究
2016左右，「根據世界自然基金會估計，全球超過 85% 的魚類已經因過度捕魚而達物種極限，數種商業魚類，包括北方藍鰭鮪魚，瀕臨絕跡。」（劍獅子丸，2016年）
2019年，綠色和平引述聯合國的報告（IPBES）「全球 800 萬個動植物物種中，有逾 100 萬物種面臨滅絕危機。若要計算過去 50 年各種人為經濟活動對海洋的影響，科學家用研究數字告訴我們，已有 55% 海洋遭工業捕魚攻陷、33% 魚類被過度捕捉至無以為繼，加上每年不同的工業設施傾倒 3 至 4 億噸重金屬、溶劑、有毒污泥和其他廢物至海洋，生態系統怎會不遭受重創。」(綠色和平，2019年)
2020年，「法國希澤（Chizé）生物學中心的研究發現，鑒於漂泊信天翁的獨特天性，利用牠們監察非法和過度捕魚，大有可為......多年以來，漁網捕撈和延繩捕釣的過程經常造成『副穫』（bycatch）：成千上萬的鳥類和哺乳動物在被兼捕後被殺。國際社會一直設法合作，實施跨國界的政策來減低『副穫』的數量，尤其是受損最嚴重的信天翁和海燕。」(小山金明，2020年)
2022年，在「聯合國海洋峰會」上，「古特雷斯提到低窪國家和沿海城市要面對淹沉危機的同時，各種污染物正製造大量的「海洋死區」（dead zones），而過量捕魚亦在損耗魚類資源。海洋污染令物種數目持續下降，在過去 50 年，鯊類和鰩類的數目就大幅下降 70%。」(Tong, 2022年)

## 可接受程度
過度捕撈的概念取決於捕撈的「可接受程度」，生物學和生物經濟學上對可接受程度的更精確定義如下：
- 生物過漁：當漁獲努力量超過最大持續生產量（MSY,Maximum sustainable yield)，致使發生成長過漁與加入過漁現象時，稱為生物過漁。其徵兆除了成長、加入過漁之徵兆外，分布水域的縮小、分布水域界限附近資源的顯著減少、單位努力漁獲量的不斷下降均是。[14]

最大持續生產量（MSY,Maximum sustainable yield)：在環境條件不變下，每年可自一漁群中連續捕撈的最大平均量。捕撈量低於MSY的魚群產生子代後能在下一年依然維持魚群在今年的規模，也就是捕撈量小於魚群的恢復能力。而捕撈量大於魚群的恢復能力時，剩下的魚所產生的子代不足以彌補上一年的損失，在下一年的規模就會較往年的小。
例子：假設一個天然湖泊最大可以支撐100隻魚，該魚每年能增加自身數量的50%。今年補10隻，剩下的90隻魚可以產生45隻後代，但因該湖泊最大只能支撐100隻魚，因此明年湖中依然只有100隻魚可以補。但如果今年補了40隻魚，剩下的60隻魚只能產生30隻後代，隔年整個湖泊的魚就會只剩下90隻。所以理想的狀態下魚群最少要不低於67隻（67{\displaystyle \times }150%=100.5）的情況下才能在下一年維持著100隻的數量。也就是MSY是33隻。今年只剩下90隻時，下一年一樣維持在90隻的MSY則是30隻。如果每年捕撈量都超過MSY，則魚群會越來越小。
- 經濟或生物經濟過漁：當漁獲努力量超過最大純經濟生產量(MEY, Maximum Net Economic Yield）時，稱為經濟過漁。其徵兆為漁獲量的總生產值低於漁撈成本，經營無法維持平衡。[15]

最大純經濟生產量（ MEY, Maximum Net Economic Yield）：將經費的概念導入資源管理的理論中，則可從經濟的觀點來討論純經濟生產之關係，此關係可以努力量與收入（拋物線）、努力量與經費（直線）來表示。拋物線在直線上方之部分即為純經濟生產量，而與直線平行、與拋物線相切點下之部分即為最大純經濟生產量。就一般而言，最大純經濟生產量點均位於MSY 點之左側，意即減少可得MSY之努力量，則反而可得到MEY。

## 參看
- 过度开发
- 南海休漁期
- 长江十年禁渔计划